# Selaginella decipiens
Selaginella decipiens är en mosslummerväxtart som beskrevs av Warb. Selaginella decipiens ingår i släktet mosslumrar, och familjen mosslummerväxter. Inga underarter finns listade i Catalogue of Life.